# Couvent franciscain de Boetendael
Le couvent franciscain de Boetendael était un couvent construit en 1463 et occupé à partir de 1467 par les franciscains. Il était situé sur le site du parc Brugmann, proche de la forêt de Soignes, commune d'Uccle, partie de la Région de Bruxelles-Capitale, entre l'avenue Brugmann et l'avenue Defré. Vendu comme bien national en 1796, une bonne partie des bâtiments furent détruits. Le domaine est alors passé entre les mains de riches bourgeois puis est devenu un lotissement.

## Origine de la fondation

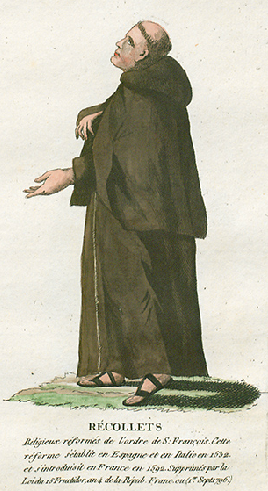
Récollets.

Philippe Hinckaert, maître des forêts brabançonnes et futur chambellan de Charles le Téméraire, fit don des terrains nécessaires à la duchesse Isabelle de Portugal, troisième femme et veuve de Philippe le Bon, pour y installer un couvent de franciscains. Ils faisaient partie d’un fief dépendant du duché de Brabant. Deux frères ont ensuite été dépêchés de Malines pour superviser les constructions et l’installation de la communauté, généreusement financées par le duc de Bourgogne. Un de ses descendants, Philippe Ier le Beau, n’hésitera pas à faire de même en fournissant du bois ou, même, en faisant tirer des conduites depuis la warande du parc de Bruxelles pour remplacer une source ou un puits tari à la suite d'un tremblement de terre.
Devenu récollet – franciscain de la stricte observance – au XVIe siècle à la suite de la réforme de l'ordre à laquelle les franciscains de Boetendael semblent avoir contribué, le couvent a dû être reconstruit après l’incendie de 1579 provoqué par les calvinistes. Les archiducs Albert et Isabelle déléguèrent leur propre architecte, Ferdinand Dandelot, pour reconstruire la chapelle (1604) et l’hôtellerie (1610).  Une fois veuve, l’archiduchesse y trouvera refuge sous l’habit de clarisse.
Le domaine de Boetendael était clôturé par un mur dont l’itinéraire suivait, approximativement, l’avenue Coghen, l’avenue de Messidor, la rue Edith Cavell et le Sukkelweg. D’une facture simple mais majestueuse, les bâtiments étaient entourés de jardins à la française ornés de vasques et d’ifs taillés. De larges haies entouraient chemins et allées tandis que les collines étaient plantées d’arbres en quinconce.  Potagers, vergers et bois se partageaient le restant de la surface.
Après la suppression des ordres religieux décrétée par le Directoire en 1796, le couvent de Boetendael est vendu comme bien national à un négociant bruxellois, du nom de Pierre-François Tiberghien.  Une bonne partie des bâtiments sont démolis et les matériaux vendus.

## Le domaine de Georges Brugmann
Rendu au privé, le domaine passe de mains en mains jusqu’à entrer dans le patrimoine du célèbre banquier Georges Brugmann (1829-1900). Issu d’une famille rhénane attirée à Verviers par l’industrie lainière en plein essor, Georges Brugmann a fait sa carrière dans la banque fondée par son père, comme beaucoup d’autres immigrés allemands. Il mettra sa fortune au service de multiples causes : l’église protestante dont il est membre actif et bailleur de fonds, Léopold II dont il soutient l’aventure coloniale en participant à la fondation de nombreuses entreprises économiques, la transformation résidentielle du nord d’Uccle et des communes limitrophes. C’est à ce titre qu’il finance la construction de l’avenue Brugmann (1872-1875) et qu’il fait réaliser les plans des avenues de Longchamp (traduction de Langeveld), Belle-Vue, Albert et des Ormes, devenues après-guerre respectivement Winston Churchill, de Messidor, Albert et des Ormeaux.
L’avenue Belle-Vue porte le nom du château que Georges Brugmann a fait construire par l’architecte Charles-Emile Janlet vers 1870 en haut de la propriété qui la borde. Belle bâtisse éclectique couverte de bandeaux de brique et de pierre, il a malheureusement été démoli en 1962 au moment du lotissement de la propriété par les héritiers du célèbre banquier. Philanthrope, celui-ci aura encore contribué à la construction d’un hôpital qui portera son nom, d'un refuge pour vieillards aux Ursulines et à la rue Blaes, d’un sanatorium pour tuberculeux à Alsemberg, etc.

## Lotissement de la propriété
Frédéric Brugmann (1874-1945), neveu du célèbre banquier, vendit les deux tiers de la propriété et racheta la partie du domaine de Boetendael où se trouvait le couvent à l’avocat Fernand Bidart.  Ce dernier y avait fait construire sa résidence par l’architecte Albert Dumont.  En 1945, la propriété de 46 hectares échut aux trois filles de Frédéric, qui décident de la lotir.  Après de multiples tergiversations, un plan d’aménagement définitif est approuvé par le conseil communal d’Uccle le 17 octobre 1966.  Il prévoyait l’implantation d’immeubles à appartements de luxe sur tout le périmètre compris entre les avenues De Fré, de Boetendael, Brugmann, de Messidor, Léo Errera et la rue Roberts Jones.  En compensation, 5 hectares de terrains sont cédés gracieusement à la commune le 5 novembre 1969 pour y créer un parc communal et cinq autres sont vendus à des conditions avantageuses au Royal Léopold Club.
Les immeubles, financés par les principaux promoteurs-entrepreneurs immobiliers de la place, sortent de terre à une vitesse accélérée entre 1969 et 1979. La crise économique aidant, les espaces disponibles ne seront comblés que dix ans plus tard.
L’avenue Bourgmestre Jean Herinckx, tracée en 1962 à travers le domaine, sépare le lotissement du parc Brugmann.  Celui-ci est inauguré en 1975. C’est une grande cuvette boisée à l’exception d’une clairière circulaire engazonnée – le vallon de Boetendael - bordée d’un côté par les courts de tennis du Royal Léopold Club et de l’autre par de grands immeubles à appartements cachés par les bois.  Le mur de clôture au coin des avenues de Messidor et Brugmann est l’unique témoin de l’ancienne propriété.

## Sources
- Th. Demey, Bruxelles en vert, le guide des jardins publics, Bruxelles, Badeaux, 2e édition, 2010, pp. 361 à 365.